# Jennifer Russell
Jennifer Russell (* 7. August 1978 als Jennifer Embry) ist eine ehemalige US-amerikanische Tennisspielerin.

## Karriere
In ihrer Laufbahn gewann sie einen Doppeltitel auf der WTA Tour und 13 Doppeltitel auf ITF-Turnieren. Ihr größter Erfolg war der Einzug ins Viertelfinale der Doppelkonkurrenz der Australian Open im Jahr 2005.

## Turniersiege

### Doppel
| Nr. | Datum           | Turnier | Kategorie    | Belag             | Partnerin       | Finalgegnerinnen                     | Ergebnis |
| --- | --------------- | ------- | ------------ | ----------------- | --------------- | ------------------------------------ | -------- |
| 1.  | 3. Oktober 2004 | Hasselt | WTA Tier III | Hartplatz (Halle) | Mara Santangelo | Nuria Llagostera Vives Marta Marrero | 6:3, 7:5 |

## Abschneiden bei Grand-Slam-Turnieren

### Doppel
| Turnier         | 2001 | 2002 | 2003 | 2004 | 2005 | 2006 | Karriere |
| --------------- | ---- | ---- | ---- | ---- | ---- | ---- | -------- |
| Australian Open | —    | 1    | —    | 1    | VF   | 1    | VF       |
| French Open     | —    | 2    | 1    | 2    | 1    | —    | 2        |
| Wimbledon       | 1    | 1    | 1    | AF   | 2    | —    | AF       |
| US Open         | 1    | 2    | 1    | 1    | 1    | —    | 2        |

Zeichenerklärung: S = Turniersieg; F, HF, VF, AF = Einzug ins Finale / Halbfinale / Viertelfinale / Achtelfinale; 1, 2, 3 = Ausscheiden in der 1. / 2. / 3. Hauptrunde; Q1, Q2, Q3 = Ausscheiden in der 1. / 2. / 3. Runde der Qualifikation; n. a. = nicht ausgetragen

### Mixed
| Turnier         | 2003 | 2004 | 2005 | Karriere |
| --------------- | ---- | ---- | ---- | -------- |
| Australian Open | —    | —    | —    | —        |
| French Open     | —    | —    | —    | —        |
| Wimbledon       | 2    | —    | 1    | 2        |
| US Open         | —    | —    | —    | —        |